# 高丹桂
高丹桂（？—？），山西太原府壽陽縣人，明末清初政治人物。

## 生平
崇禎三年（1630年）舉庚午科鄉試。明末，歸降李自成大順政權，擔任山東濟南府府尹。在官紳叛亂中棄官逃走。入清后，考取順治三年進士，擔任江南按察使司僉事。后升任工部員外郎，順治六年，擔任會試同考官。